# Physique hadronique
La physique hadronique est la science qui étudie les hadrons, particules composites composées de quarks. Cette discipline se situe à mi-chemin entre la physique nucléaire qui étudie le noyau atomique et la physique des particules. 